# Tipula oenone
Tipula oenone är en tvåvingeart som beskrevs av Alexander 1961. Tipula oenone ingår i släktet Tipula och familjen storharkrankar. Inga underarter finns listade i Catalogue of Life.